# Словения на летних Олимпийских играх 1992
Словения принимала участие в Летних Олимпийских играх 1992 года в Барселоне (Испания) в первый раз за свою историю, и завоевала две бронзовые медали. Сборную страны представляли 6 женщин.

## 03!Бронза
- Гребля, мужчины — Изток Чоп и Денис Жвегель.
- Гребля, мужчины — Милан Янша, Янез Клеменчич, Сашо Мирянич и Садик Муйкич.

## Результаты соревнований

### Академическая гребля
В следующий раунд из каждого заезда проходили несколько лучших экипажей (в зависимости от дисциплины). В финал A выходили 6 сильнейших экипажей, остальные разыгрывали места в утешительных финалах B-D.
Мужчины
| Соревнование | Спортсмены              | Предварительный заезд | Предварительный заезд | Предварительный заезд | Отборочный заезд | Отборочный заезд | Отборочный заезд | Полуфинал | Полуфинал | Полуфинал | Финал   | Финал   | Итоговое место |
| Соревнование | Спортсмены              | Заезд                 | Время                 | Место                 | Заезд            | Время            | Место            | Заезд     | Время     | Место     | Время   | Место   | Итоговое место |
| ------------ | ----------------------- | --------------------- | --------------------- | --------------------- | ---------------- | ---------------- | ---------------- | --------- | --------- | --------- | ------- | ------- | -------------- |
| двойки       | Изток Чоп Денис Жвегель | 3                     | 6:37,11               | 2                     | 2                | 6:46,71          | 1 Q              | 1         | 6:34,48   | 3 QA      | Финал A | Финал A | 3              |
| двойки       | Изток Чоп Денис Жвегель | 3                     | 6:37,11               | 2                     | 2                | 6:46,71          | 1 Q              | 1         | 6:34,48   | 3 QA      | 6:33,43 | 3       | 3              |